# Rolands Bulders
Rolands Bulders, född 12 mars 1965, är en lettisk före detta fotbollsspelare.
Bulders spelade på 1990-talet 33 landskamper för Lettlands landslag.
Han spelade 1993–1994 för Kiruna FF och 1995 för IK Brage.